# Gustav Kabrhel
Gustav Kabrhel, křtěný Gustav (23. listopadu 1857 Dražkovice u Pardubic – 12. dubna 1939 Chrudim) byl český lékař, patolog, hygienik, odborný autor a redaktor považovaný za spoluzakladatele oboru veřejné hygieny v českých zemích.

## Život
Narodil se v Dražkovicích nedaleko Pardubic v české rodině statkáře Václava Kabrhela a jeho ženy Doroty rodem Teplé z Hostomic. Po absolvování obecné školy a gymnázia v Chrudimi studoval mathematiku na Vídeňské univerzitě u profesorů Emila Weyra a prof. Koenigsbergera, posléze zde přestoupil na obor lékařství. Doktorský titul získal roku 1883, téhož roku byl pak přijat jako asistent do Ústavu pro všeobecnou a experimentální patologii v Praze. Roku 1886 habilitoval z patologie, roku 1889 byl atestován též v oboru hygieny. Roku 1891 se stal mimořádným profesorem na pražské Lékařské fakultě Karlo-Ferdinandovy univerzity.
Ve své hygienické badatelské práci se zabýval především rizikem přenosu nemocí týkající se mj. tuberkulózy, dále vlivu trávení na chorobotvorné mikroorganismy, některých otázek z diaetetiky (umělé máslo, porušování cukroví[ujasnit], mléčné kvašení atd.) a hygieny vody (písková filtrace, znečišťování a samočištění řek). Významně se podílel na organizaci Druhé mezinárodní výstavě lékárnické konané v Praze roku 1896. Roku 1897 se stal přednostou hygienického ústavu a přednostou Státního ústavu pro zkoumání potravin. V roce 1899 byl jmenován řádným profesorem UK, v dalších letech pak celkem třikrát působil jako děkan lékařské fakulty. Spolupracoval při řešení otázky zásobování Prahy vodou a následné koncepce napájení z vodního zdroje Káraný u Brandýsa nad Labem.
Řadu let redakčně vedl Zdravotnický Věstník, přílohu Časopisu lékařů českých. Byl členem Nejvyšší státní zdravotní rady rakouské a po vzniku Československa také Státní zdravotní rady Republiky čekoslovenské. Roku 1927 odešel na odpočinek.

### Úmrtí
Gustav Kabrhel zemřel 12. dubna 1939 v Chrudimi ve věku 81 let. Pohřben byl na zdejším evangelickém hřbitově. Okolo roku 2020 byla rodinná hrobka přesunuta z Chrudimi do Kolína.

### Rodina
Byl ženatý s Františkou Kabrhelovou, rozenou Ronovskou.

## Dílo
- Větrání a vytápění škol (1903)[5]
- Abstinentismus (1906)[6]
- Po padesáti letech (1933)[7]